# Chiesa di San Boldo
La chiesa di San Boldo (Sant'Ubaldo) era un edificio religioso di Venezia, ubicato nel sestiere di San Polo, presso Palazzo Grioni. Oggi l'edificio è demolito.

## Storia
La chiesa di San Boldo fu inizialmente consacrata a sant'Agata nell'XI secolo, epoca in cui fu edificata per volontà delle nobili famiglie veneziane degli Zusto e Tron e fatta parrocchiale. Fu ricostruita nel XII secolo dopo il rovinoso incendio del 1105. Dopo un altro incendio nel 1149 fu ampliata nel 1305. Fu consacrata anche a sant'Ubaldo solo a partire dal Quattrocento, acquisendo la denominazione ancor oggi nota. 

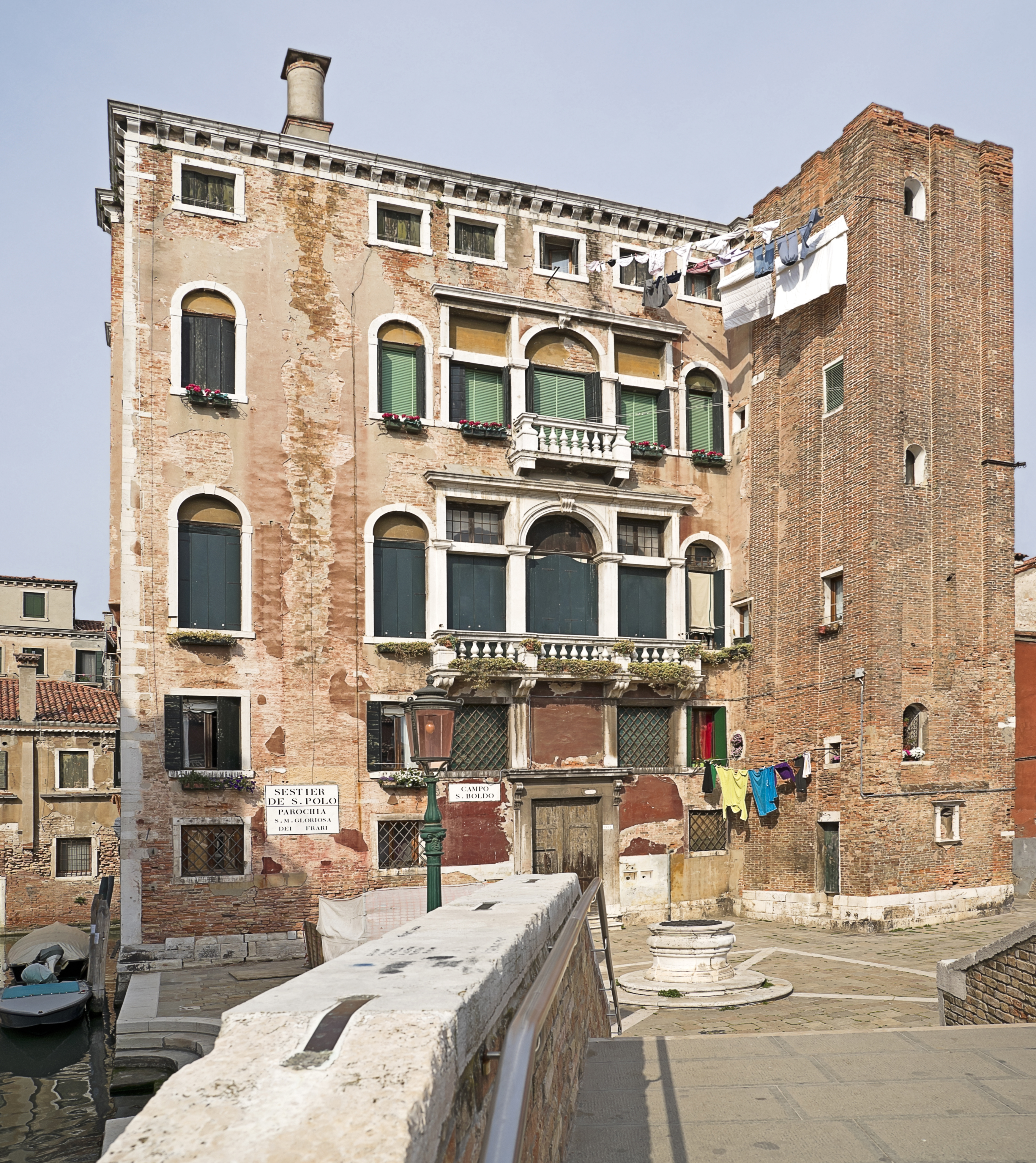
Facciata posteriore di Palazzo Grioni con a destra il superstite campanile mozzo di San Boldo

Nei secoli passò sotto l'ala della famiglia Grimani che possedevano il palazzo confinante. A concludere i numerosi lavori urbanistici nella zona, fu demolita nel 1735 per essere completamente riedificata su progetto del Massari e riconsacrata nel 1739. In margine a questa ricostruzione ci resta la documentazione della lite tra il parroco e i Grimani: questi ultimi pretendevano infatti che fossero rimesse in facciata alcune iscrizioni e insegne delle loro famiglia oltre che fosse mantenuta la finestra che consentiva loro di assistere alle funzioni direttamente dal loro palazzo.
Con le soppressioni di molte parrocchie veneziane sotto il secondo governo napoleonico, San Boldo nel 1806-1807 venne inglobata nella vicina parrocchia di San Giacomo dall'Orio. La chiesa venne chiusa poi definitivamente nel 1808 ed i suoi arredi, comprese le pietre dei gradini, furono posti in vendita. L'edificio completamente spogliato e ridotto ai muri perimetrali fu definitivamente demolito nel 1826 o 1830.
Della costruzione originale rimane la parte bassa del campanile tronco, oggi inglobato nella struttura di Palazzo Grioni, detto dunque anche Palazzo San Boldo: infatti, oltre che nel campanile mozzo, la presenza dell'edificio permane anche nel toponimo, ancora valido per il campo e il ponte presenti in loco.

## Descrizione

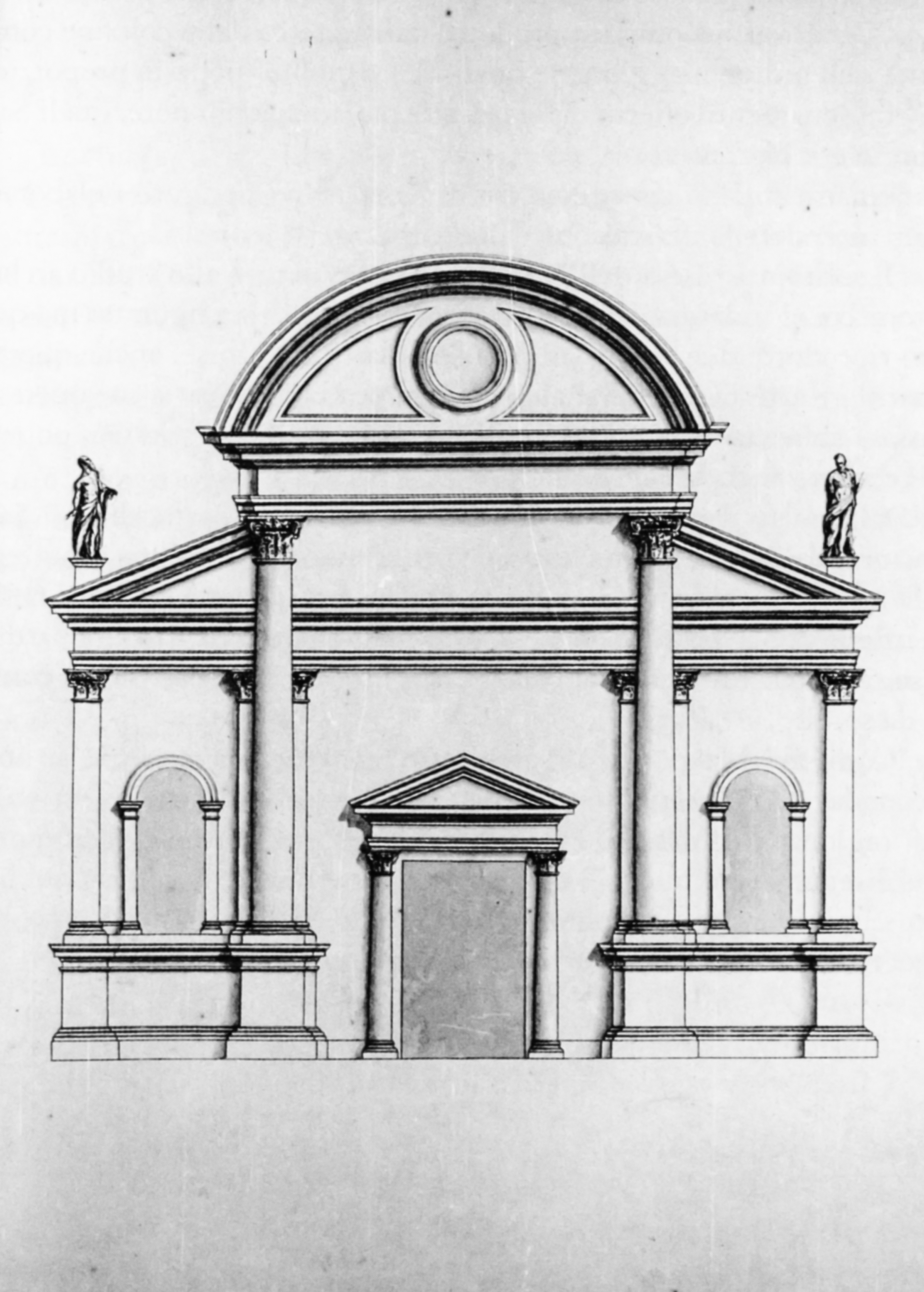
Antonio Visentini, Facciata di San Boldo, 1740 circa, matita su carta

Della struttura originaria dell'edificio ci resta qualche contraddittoria informazione dai documenti grafici, un po' più puntigliose sono le descrizioni dei dipinti presenti tra il XVII e il XVIII secolo fornite da Boschini e Zanetti.
Si può supporre che l'andamento a salienti visibile nella pianta prospettica del De Barbari ed in quelle successive presupponesse una tradizionale pianta a tre navate. Pur mantenendo la volumetria dell'edificio romanico Massari aveva sostituito con sei cappelle le navate laterali. La nuova facciata, rivolta verso il campo, secondo i rilievi del Visentini doveva presentarsi ancora tripartita e coronata da un frontone curvilineo di gusto palladiano e due statue acroteriali erano poste agli estremi angoli. Questa impostazione neopalladiana variata nel settecentesco timpano centinato rientrava pienamente nella sensibilità dell'architetto ed il rilievo, eseguito quand'egli era ancora in vita, pare certamente credibile e veritiero. Qualche perplessità nasce dalla vedutina schizzata da Giacomo Guardi nel 1800 circa che ci presenta una facciata ben diversa, frutto di fantasia oppure di reali variazioni in corso d'opera o successive.
All'esterno dell'abside era murato il bassorilievo di Sant'Agata incoronata da due angeli e donatore, originariamente dipinto, e datato 1375 nell'epigrafe che l'accompagnava. Ora ambedue i pezzi sono conservati separatamente nel seminario patriarcale.

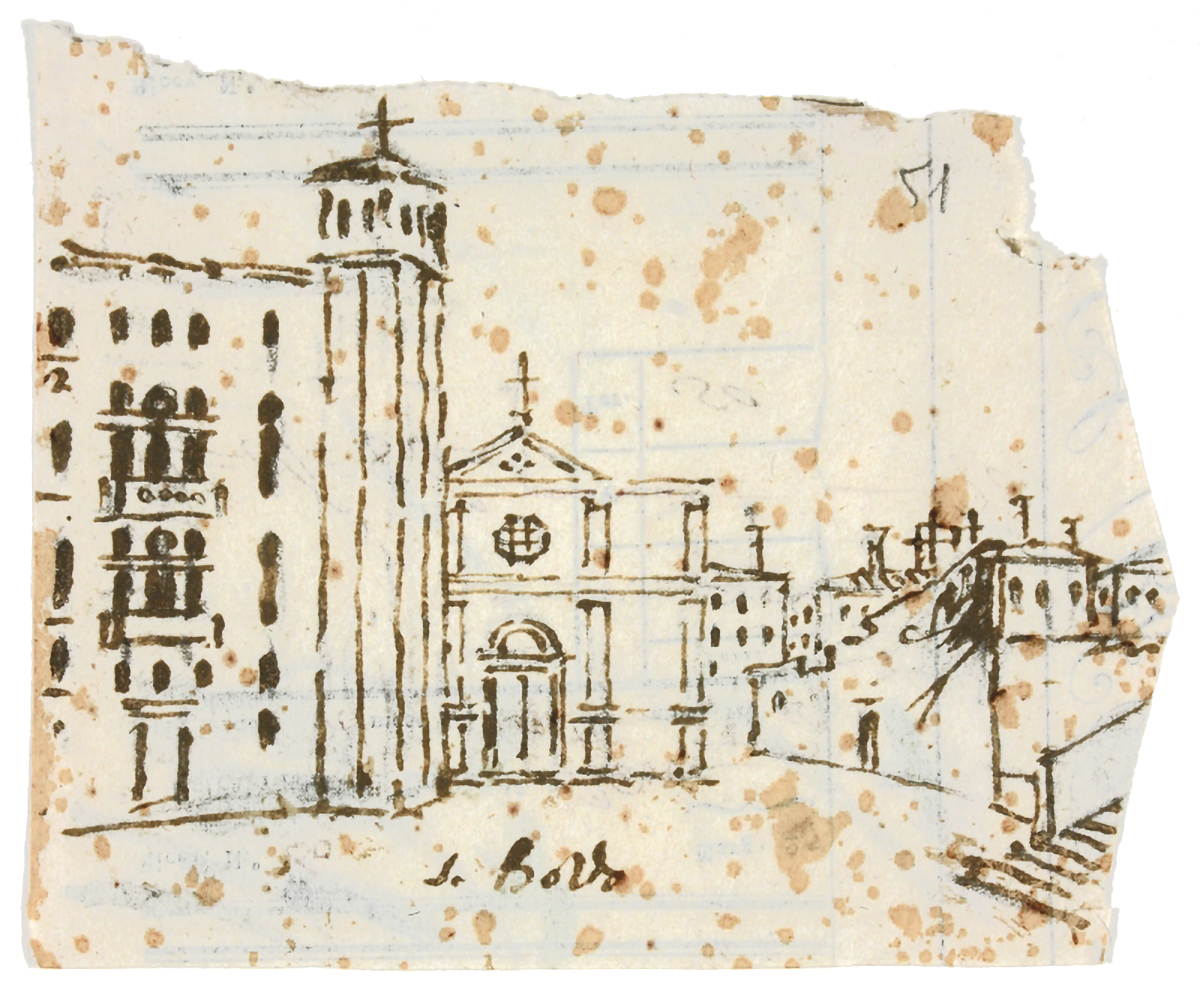
Giacomo Guardi, Veduta di campo San Boldo, 1800 circa, china su carta, Venezia, Museo Correr

Nella prima cappella a sinistra era una tavola di Rocco Marconi con Cristo e i santi Pietro, Paolo, Giovanni e Girolamo a mezze figure, ai lati del presbiterio erano due tele di Carletto Caliari rappresentanti laVisitazione e la Adorazione dei Magi, mentre della pala d'altare maggiore non ci viene tramandato il soggetto se non che pareva ancora di mano del Caliari. Un'altra tela della scuola del Veronese, copia ridotta di quell'altro, anch'esso di bottega, nella sagrestia del Redentore, rappresentava il Battesimo di Cristp. A Francesco Pittoni spettavano una serie di dipinti sopra le cappelle di sinistra con varie storie di sant'Ubaldo. A Paolo Piazza venivano attribuite le portelle dell'organo con il Martirio di sant'Agata e, all'interno due santi non identificati. Ultime opere prodotte per la chiesa erano il Sant'Ubaldo vescovo e la Madonna addolorata del settecentesco Gaetano Zompini che naturalmente Zanetti può citare solo nel 1771.
Quattro degli altari laterali con i due angeli festanti accosciati sugli spioventi del timpano ed il cherubino sul culmine sono oggi collocati nella parrocchiale dei Santi Maria Assunta e Prosdocimo di Camponogara.